# PS General Slocum
PS „General Slocum” – bocznokołowiec pasażerski zbudowany w Brooklynie w 1891 roku. Jego nazwa pochodzi od generała Henry’ego W. Slocuma, uczestnika wojny secesyjnej, a następnie kongresmena. Portem macierzystym statku był Nowy Jork, skąd wypływał jako wycieczkowiec armatora Knickerbocker Steamship Company. Na przestrzeni trzynastu lat swej służby miał wiele wypadków, jak wejścia na mielizny i kolizje z innymi jednostkami.
15 czerwca 1904 roku na estuarium East River na statku wybuchł pożar, który strawił „Slocuma” do linii wodnej. W dniu tragicznej katastrofy wyruszył wyczarterowany przez kościół luterański św. Marka, wioząc Amerykanów pochodzenia niemieckiego z Manhattanu na parafialny piknik. Zginęło 1021 spośród 1342 osób znajdujących się na pokładzie. Nieszczęśliwy wypadek „Slocuma” był najtragiczniejszą katastrofą, jaka wydarzyła się w Nowym Jorku przed zamachem z 11 września 2001 roku. Okolicznościom pożaru na „General Slocum” poświęcono wiele książek, sztuk teatralnych i filmów.

## Konstrukcja statku
„General Slocum” został skonstruowany przez Devine’a Burtisa, budowniczego statków z Brooklynu. Statek miał 72 m długości i 11,4 m szerokości. Materiałem konstrukcyjnym było drewno dębowe i sosnowe. „Slocum” miał trzy pokłady, trzy przedziały wodoszczelne i 250 punktów oświetlenia elektrycznego.
„General Slocum” był napędzany maszyną parową zbudowaną przez W&A Fletcher Company w Hoboken, w stanie New Jersey. Dwa kotły dostarczały parę pod ciśnieniem do 52 psi. „Slocum” był bocznokołowcem. Każde z kół miało 26 łopat i 9,4 m średnicy. Maksymalna szybkość statku wynosiła 16 węzłów. Załoga liczyła zazwyczaj 22 ludzi (w tym kapitan William H. Van Schaick i dwóch pilotów).

## Historia wypadków
„Slocumowi” przytrafiło się sporo wypadków: w 4 miesiące po wejściu do służby w roku 1891 wszedł na mieliznę w Cieśninie Rockaway. Trzeba było użyć holowników dla uwolnienia statku.
W roku 1894 zdarzyły się kolejne wypadki. 29 lipca, gdy wracał z Rockaway z 4700 pasażerami, „Slocum” uderzył w łachę piasku z taką siłą, że uszkodzony został jego generator elektryczności. W miesiąc później „Slocum” znów wszedł na mieliznę w pobliżu Coney Island podczas sztormu. Pasażerów musiał przejąć inny statek. We wrześniu „Slocum” zderzył się z holownikiem „R. T. Sayre” na East River, przy czym „General Slocum” doznał poważnego uszkodzenia steru.
W lipcu 1898 miała miejsce następna kolizja: „Slocum” zderzył się z innym statkiem wycieczkowym „Amelia” koło Battery Park.
17 sierpnia 1901 statek wiózł, jak to później określono, 900 pijanych „anarchistów”. Część z tych pasażerów podjęła próbę opanowania „Slocuma”, ale załoga opanowała sytuację na pokładzie. Kapitan dobił do pirsu policyjnego i 17 ludzi zostało aresztowanych.
W czerwcu 1902 „General Slocum” raz jeszcze wszedł na mieliznę. Wobec niemożności natychmiastowego uwolnienia statku jego 400 pasażerów musiało spędzić noc pod gołym niebem.

### Katastrofa

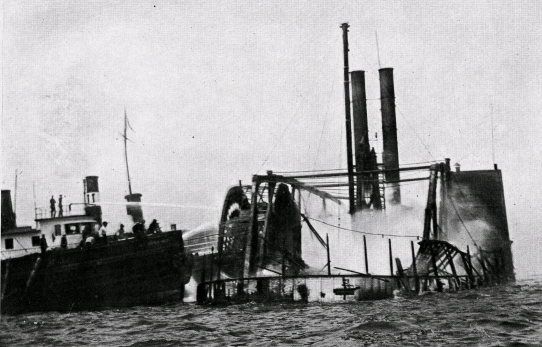
Próby gaszenia pożaru na statku General Slocum

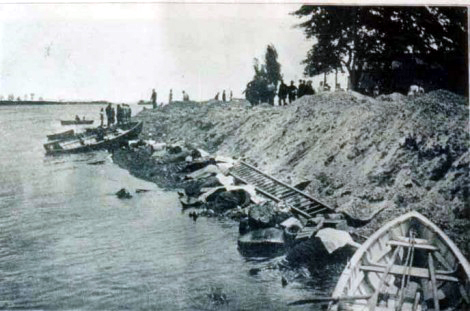
Ciała ofiar katastrofy wyrzucone na brzeg

W środę 15 czerwca 1904 roku „General Slocum” został wyczarterowany za 350 USD przez Ewangelicki kościół luterański św. Marka z dzielnicy „Little Germany” na Manhattanie. Był to doroczny rytuał członków parafii, którzy odbywali tę podróż przez 17 kolejnych lat, mimo że potomkowie niemieckich osadników dawno opuścili „Little Germany” przenosząc się do innych dzielnic. Ponad 1400 pasażerów, głównie kobiet i dzieci, weszło na pokład „Slocuma”, który miał popłynąć w górę East River, a następnie na wschód przez Cieśninę Long Island do Locust Grove, miejsca dorocznych pikników na Long Island.
Statek odbił od kei o godzinie 9:30. Gdy znalazł się na wysokości East 90th Street w jednym z pomieszczeń na dziobie (w tzw. Lamp Room) wybuchł pożar, być może zaprószony przez nierozważnego palacza, ale rozprzestrzeniony z pewnością przez słomiane, zatłuszczone maty i naftę do lamp rozchlapaną po całym pomieszczeniu. Po raz pierwszy dostrzeżono płomienie około godziny 10; naoczni świadkowie twierdzili, że pożar wybuchł w kilku miejscach jednocześnie, między innymi w pomieszczeniu z farbami i innym, pełnym benzyny. Kapitan Van Schaick dowiedział się o pożarze w 12 minut później (wcześniej próbował go ostrzec 12-letni chłopiec, ale kapitan mu nie uwierzył).
Kapitan był bez wątpienia odpowiedzialny za bezpieczeństwo pasażerów, ale śledztwo wykazało, że nie tylko on ponosił winę za zły stan wyposażenia ratunkowego statku. Nie używane od lat węże przeciwpożarowe zmurszały i rozpadały się w rękach marynarzy, gdy ci chcieli walczyć z ogniem. Załoga nigdy nie przechodziła alarmów przeciwpożarowych, a łodzie ratunkowe były zamocowane na stałe i nie do użycia. Ocaleni pasażerowie donosili, że kamizelki ratunkowe rozsypywały się w rękach. Zdesperowane matki ubierały swoje dzieci w pasy korkowe i spuszczały do wody, a potem z przerażeniem obserwowały, jak dzieci tonęły. Ogromną większość pasażerów stanowiły kobiety i dzieci które, jak większość Amerykanów w tamtych czasach, nie umiały pływać; ofiary, które nie dostały bezużytecznych kamizelek, także tonęły, bo ciągnęła je w głąb ciężka, wełniana odzież.

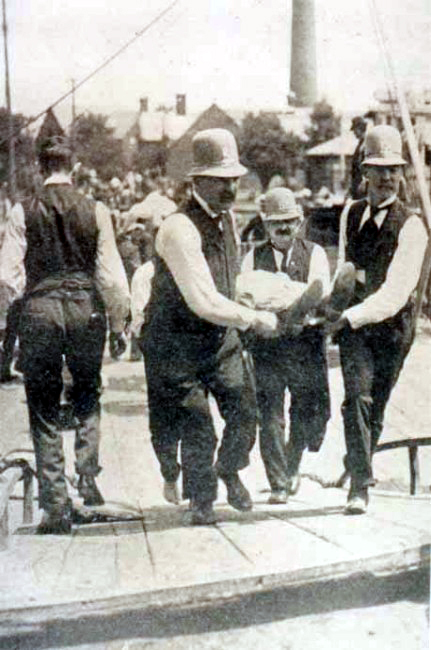
Policjanci niosą ciało jednej z ofiar

Twierdzono, że producent kamizelek ratunkowych umieszczał w korku sztabki żelaza, by sprostać obowiązującemu wówczas wymogowi minimalnej wagi produktu. Wiele kamizelek było wypełnionych tańszym i znacznie gorszym granulatem korkowym, a właściwą wagę uzyskiwano dodając żelazne ciężarki. Z płóciennych pokrowców, zbutwiałych ze starości, sypał się sproszkowany korek. Dyrektorzy firmy Nonpareil Cork Works zostali postawieni w stan oskarżenia, ale nie skazani. Nie było podstaw: kamizelki ratunkowe zostały wyprodukowane w roku 1891 i od tego czasu wisiały nad pokładem nie chronione przed czynnikami atmosferycznymi przez trzynaście lat.
Kapitan Van Schaick źle ocenił sytuację. Zdecydował się kontynuować rejs zamiast natychmiast wyrzucić statek na brzeg lub zatrzymać się w najbliższej przystani (twierdził później, że chciał uniknąć rozprzestrzenienia się pożaru na nadbrzeżne budynki i zbiorniki paliw); idąc pod wiatr, zamiast jak najszybciej osadzić statek na brzegu, w rzeczywistości sam rozdmuchiwał ogień.
Część pasażerów próbowała skakać do wody, ale męska i kobieca odzież tamtych czasów właściwie uniemożliwiała pływanie. Wiele osób zginęło, gdy zawaliły się przeciążone pokłady; inne ginęły w wodzie pokiereszowane przez wciąż obracające się koła łopatkowe.
Nim wreszcie „General Slocum” został wyrzucony na brzeg North Brother Island, naprzeciw Bronksu, co najmniej 1021 osób poniosło śmierć od ognia lub z powodu utonięcia; zaledwie 321 ocalało. Zginęło też dwóch członków załogi, a kapitan na skutek pożaru stracił wzrok w jednym oku. Niektórzy świadkowie twierdzili, że Van Schaick uciekł ze „Slocuma” jak tylko ten dotarł do brzegu, zeskakując na pokład holownika wraz z kilkoma marynarzami. Byli tacy, którzy mówili, że jego kurtka nie była nawet wymięta, lecz zdaniem innych został poważnie ranny. Z całą pewnością był hospitalizowany w szpitalu w Bronx.
Wielu pasażerów, świadków i ratowników wykazało się odwagą. Personel i pacjenci szpitala na North Brother Island uczestniczyli w akcji ratunkowej tworząc łańcuch ludzki dla wydobywania ofiar katastrofy z wody.

## Skutki
Siedem osób stanęło przed sądem po katastrofie: kapitan statku, dwaj inspektorzy, prezes, sekretarz, skarbnik i komodor Knickerbocker Steamship Company. Jedynym osądzonym i skazanym był kapitan Van Schaick. Został uznany winnym zaniedbania bezpieczeństwa życia i zdrowia, niedopełnienia obowiązku prowadzenia próbnych alarmów pożarowych i zaniechania właściwej bieżącej obsługi urządzeń gaśniczych. Ława przysięgłych nie była w stanie ustalić werdyktu w sprawie oskarżenia o zabójstwo. Został skazany na 10 lat ciężkiego więzienia. Spędził trzy i pół roku w Sing Sing zanim został warunkowo zwolniony. Prezydent Theodore Roosevelt odmówił ułaskawienia kapitana Van Schaicka, więc kara obowiązywała do 26 sierpnia 1911 roku, tj. do czasu, gdy federalna komisja ds. ułaskawień, już za prezydentury Williama Tafta, przegłosowała jego zwolnienie. Ostatecznie został ułaskawiony przez prezydenta Tafta 19 grudnia 1912 i zmarł w roku 1927.
Knickerbocker Steamship Company, armator statku, mimo dowodów na to, że firma fałszowała sprawozdania inspektorów okrętowych, zapłaciła stosunkowo niewielką karę. Resztki statku „General Slocum” zostały wydobyte i przebudowane na barkę, która zatonęła podczas sztormu w roku 1911.
Katastrofa skłoniła władze federalne do wprowadzenia przepisów wymagających poprawy bezpieczeństwa na statkach pasażerskich.
Społeczność dzielnicy Little Germany, której liczebność zmniejszała się już przed katastrofą, po niej niemal całkowicie zniknęła. Większość niemieckich luteranów przeprowadziła się gdzie indziej. Kościół, którego parafianie wyczarterowali statek do nieszczęsnego rejsu, jest dziś synagogą.
Ofiary katastrofy chowane były na wielu cmentarzach w Nowym Jorku, jedynie pięćdziesiąt osiem zidentyfikowanych ciał pochowano w zbiorowej kwaterze na Cmentarzu Evergreens na Brooklynie.